# エネツ人
エネツ人（Enets people、энец）は、ロシア連邦クラスノヤルスク地方、エニセイ川河口東岸に居住するサモエード系民族。エニセイ・サモエードともいう。エネツ語を話し、人種的にはモンゴロイドに属す。
2002年の国勢調査では人口は237人。2001年の国勢調査ではウクライナ人が26人居住しており、ウクライナ在住のエネツ人はウクライナ人と混血してコーカソイド化している。